# Beetzendorf

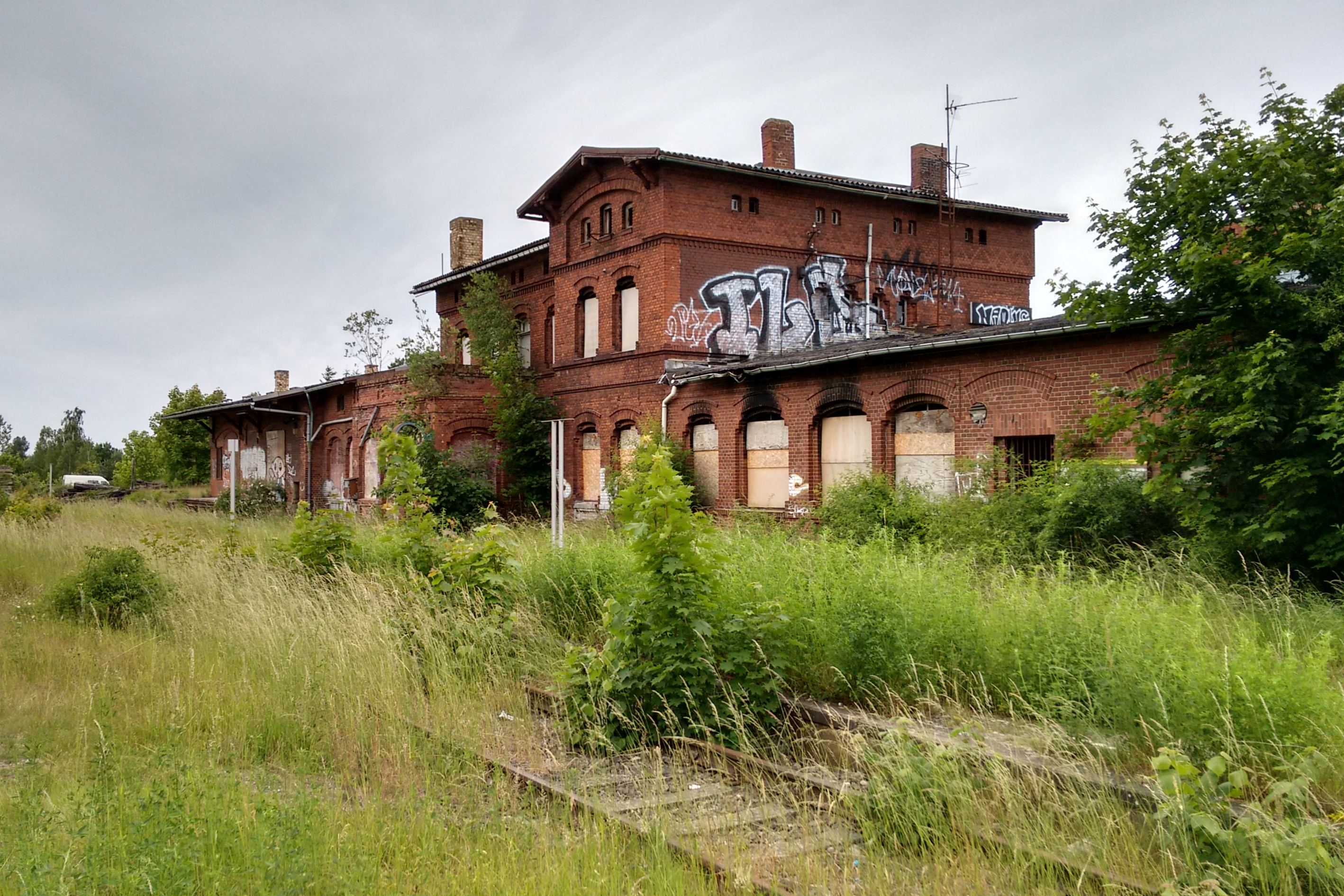
Stazione ferroviaria

Beetzendorf è un comune tedesco di 3 052 abitanti situato nel land della Sassonia-Anhalt.